# Danh sách phim VTV phát sóng năm 2007
Đây là danh sách các bộ phim VTV phát sóng trong năm 2007.
←2006 - 2007 - 2008→

## Tết Nguyên Đán
Những bộ phim này được phát sóng trong dịp Tết Nguyên Đán Đinh Hợi trên các kênh sóng của VTV.
| Thời gian       | Tên                 | Số tập      | NSX | Đoàn làm phim | Bài hát chủ đề | Thể loại            | Ghi chú |
| --------------- | ------------------- | ----------- | --- | --- | -------------- | ------------------- | --- |
| 16 tháng 2      | Biên kịch nghiệp dư | 1 (70 phút) | VFC | Bùi Huy Thuần (đạo diễn); Lương Xuân Thủy (kịch bản); Đức Khuê, Minh Vượng, Văn Hiệp, Phùng Khánh Linh, Thành Trung, Huyền Thanh, Thanh Tùng, Hải Anh, Cường Việt, Trà My, Lương Giang, Phương Khanh, Kim Thanh, Tuấn Cường...                                    |                |                     | Phát sóng 09:30 - 10:40 ngày 30 Tết trên VTV1.                                                                             |
| 17 - 18 tháng 2 | Khách đến chơi xuân | 2 (70 phút) | VFC | Nguyễn Mạnh Hà (đạo diễn); Đỗ Hùng Quang (kịch bản); Tiến Mộc, Thùy Liên, Trần Hạnh, Anh Quân, Hà Duy, Linh Chi, Hoàng Mai, Phương Khanh, Xuân Hậu, Xuân Dương...                                                                                                 |                | Gia đình            | Phát sóng 09:30 - 10:40 ngày mùng 1 và 2 Tết trên VTV1.                                                                    |
| 17 tháng 2      | Công nghệ giữ chồng | 1           | VFC | Trung Hiếu, Minh Hằng |                | Hài kịch, gia đình  | Phát sóng lúc 22:00 ngày mùng 1 Tết trên VTV3.                                                                             |
| 18 tháng 2      | Thầy cúng làng      | 1 (85 phút) | VFC | Triệu Tuấn (đạo diễn); Nguyễn Long Khánh (kịch bản); Bình Trọng, Tuấn Dương, Thùy Liên, Vân Anh, Đức Hải, Phương Lâm, Kiên Cường, Quốc Quân, Tiến Lâm, Nguyễn Hậu, Văn Việt, Hải Anh, Kim Xuyến, Lý Công, Kiểu Loan, Mỹ Duyên, Duy Phong, Thanh Mai, Việt Tuấn... |                | Nông thôn, hài kịch | Phát sóng 21:00 - 22:25 ngày mùng 2 Tết trên VTV1. Chuyển thể kịch bản từ truyện ngắn "Phiên bản" của tác giả Vũ Quốc Văn. |
| 19 tháng 2      | Những kẻ háo ngọt   | 1 (70 phút) | VFC | Vũ Hồng Sơn (đạo diễn); Phạm Ngọc Tiến (kịch bản); Đình Chiến, Hồng Sơn, Hoàng Dũng, Lan Hương 'Bông', Bùi Bài Bình, Quang Lâm, Tuấn Dương, Phú Đôn, Thùy Liên, Thúy Kiều, Minh Châu, Thu Hà, Bích Ngọc, Hương Lê, Hải Anh...                                     |                | Hài kịch            | Phát sóng 09:30 - 10:40 ngày mùng 3 Tết trên VTV1.                                                                         |
| 20 tháng 2      | Đáo xuân            | 1 (70 phút) | VFC | Trọng Trinh (đạo diễn); Đặng Huy Quyền (kịch bản); Quốc Trị, Văn Hiệp, Hồng Sơn, Thùy Liên, Phương Loan, Tiến Lộc, Phùng Khánh Linh, Huy Quyền, Xuân Mạnh, Đình Văn, Văn Mĩ...                                                                                    |                | Nông thôn, hài kịch | Phát sóng 09:30 - 10:40 ngày mùng 4 Tết trên VTV1.                                                                         |

## VTV1 - Phim truyện giờ vàng
Bắt đầu từ ngày 20 tháng 9 năm 2007, VTV mở khung giờ vàng đầu tiên dành riêng cho phim truyền hình Việt Nam.
Những bộ phim này phát sóng từ 21:10 đến 22:00 các ngày từ thứ Hai đến thứ Sáu trên VTV1.
- Lưu ý: Từ ngày 7 tháng 3 đến 19 tháng 9, khung giờ được nối tiếp bởi bộ phim truyền hình Hàn Quốc Truyền thuyết Jumong.

| Thời gian                                                          | Tên                           | Số tập | NSX | Đoàn làm phim | Bài hát chủ đề                                                            | Thể loại              | Ghi chú                                                                                               |
| ------------------------------------------------------------------ | ----------------------------- | ------ | --- | --- | ------------------------------------------------------------------------- | --------------------- | --- |
| 5 tháng 2 - 6 tháng 3                                              | Cỏ lông chông                 | 22     | VFC | Bùi Huy Thuần (đạo diễn); Đình Kính (kịch bản); Thanh Hoa, Hoàng Hải, Phú Thăng, Lan Hương 'Bông', Hồng Sơn, Thùy Liên... |                                                                           |                       | Chuyển thể kịch bản từ tiểu thuyết cùng tên của tác giả Đình Kính.                                    |
| Khung giờ vàng chính thức dành riêng cho phim truyền hình Việt Nam |                               |        |     | |                                                                           |                       | |
| 20 tháng 9 - 5 tháng 10                                            | Cảnh sát hình sự: Đột kích    | 12     | VFC | Vũ Minh Trí (đạo diễn); Trần Hoài Văn (kịch bản); Kiều Thanh, Trọng Trinh, Thanh Tùng, Tạ Minh Thảo, Vũ Phan Anh, Thanh Hiền, Tạ Am, Bùi Đăng Văn, Tiến Minh, Quốc Quân, Lê Quốc Thắng... | Những bàn chân lặng lẽ Trình bày: Thùy Dung                               | Hình sự               | Mở màn khung giờ vàng chính thức dành riêng cho phim Việt Nam.                                        |
| 8 tháng 10 - 1 tháng 11                                            | Ma làng                       | 19     | VFC | Nguyễn Hữu Phần, Hoàng Lâm (đạo diễn); Nguyễn Hữu Phần, Phạm Ngọc Tiến (kịch bản); Bùi Bài Bình, Hồng Sơn, Ngô Thị Ngân, Minh Lộc, Kim Oanh, Lý Thanh Kha, Dịu Hương, Trần Tuấn, Anh Tuấn, Bạch Diện, Phùng Cường, Yến Hoa, Quang Lâm, Tùng Anh, Phương Anh, Thu Trang, Quang Huy, Ngọc Hoa, Nguyễn Hậu, Thanh Nhàn, Minh Phương...                                              | Đêm cuối cùng của mùa đông Trình bày: Minh ChuyênSáng tác: Ngô Hồng Quang | Nông thôn, lịch sử    | Chuyển thể kịch bản từ tiểu thuyết cùng tên của tác giả Trịnh Thanh Phong.                            |
| 2 tháng 11 - 10 tháng 12                                           | Luật đời                      | 25     | VFC | Mai Hồng Phong, Hoàng Nhung (đạo diễn); Đặng Diệu Hương, Trần Phương Lan (kịch bản); Hà Văn Trọng, Quốc Tuấn, Thanh Quý, Mạnh Cường, Anh Dũng, Hoàng Mai, Thúy Hà, Diệu Hương, Mẫn Đức Kiên, Hữu Độ, Phát Triệu, Đức Trung, Khôi Nguyên, Tạ Minh Thảo, Xuân Hảo, Anh Tuấn, Phú Kiên, Cát Trần Tùng, Kiều Anh, Minh Quốc, Trần Thụ, Văn Thắng, Hải Yến, Hồng Thêu, Hương Giang... | Ru đời Trình bày: Việt Hoàn                                               | Chính luận, gia đình  | Dựa trên tiểu thuyết "Luật đời và cha con" của nhà văn Nguyễn Bắc Sơn.                                |
| 11 - 25 tháng 12                                                   | Cổng trường thời mở cửa       | 10     | VFC | Triệu Tuấn (đạo diễn); Nguyễn Hữu Đạt (kịch bản); Hoàng Mai, Thu Hương, Diệu Hương, Xuân Tiên, Thu Thủy, Văn Toản, Ngọc Tản, Thu Hiền, Trần Nhượng, Đình Chiến, Đức Thiện, Trần Hạnh, Hoàng Dung, Nam Cương, Khả Sinh... | Cổng trường thời mở cửa Trình bày: Phương Mai                             | Chính luận, giáo dục, | |
| 27 tháng 12 năm 2007 - 18 tháng 1 năm 2008                         | Cảnh sát hình sự: Kẻ giấu mặt | 16     | VFC | Vũ Hồng Sơn, Đỗ Đức Thành (đạo diễn); Trần Hoài Văn (kịch bản); Phạm Hồng Minh, Quốc Khánh, Bình Xuyên, Hoa Thúy, Vũ Phan Anh, Minh Tuấn, Hoàng Mai, Vũ Hồng Anh, Thúy Ngà, Mỹ Linh, Mai Hòa, Thu Hương, Duy Thanh, Hồng Quang... | Những bàn chân lặng lẽ Trình bày: Thùy Dung                               | Hình sự               | Chuyển thể kịch bản từ tiểu thuyết "Kẻ sát nhân không bao giờ bị bắt" của tác giả Nguyễn Thanh Hoang. |